# 聯合國際影業
聯合國際影業（United International Pictures），簡稱UIP，為派拉蒙電影和环球影业的合資公司，兩方公司各隸屬於維亞康姆CBS和NBC環球集團。UIP主要負責美国（及其領土）、加拿大與加勒比聯邦以外地區的電影發行。
UIP前身為「新艺国际电影公司」（CIC），1985年改組成為UIP。UIP主要負責這兩公司在美國國外的院線電影發行，曾經擁有美高梅（於1973年加入，直至2000年起離開UIP，其發行權交由二十世紀福斯負責直至2006年；曾經在2005至2010年期間成為索尼影業旗下的子品牌，直至2011年起成為望遠鏡娛樂旗下的子公司）及夢工廠（於1994年成立，並於1997年加入，其電影部門在成立初期屬於獨資經營，直至2005年被維亞康姆旗下的派拉蒙收購；但在2008年將半成股份出售給Reliance ADA Group，直至2011年正式脫離派拉蒙，並交由華特迪士尼公司發行直至2016年為止；2016起，夢工場正式成為Amblin Partners旗下的子品牌，並轉型為一間中小型機構；而夢工場動畫於成立初期是屬於夢工場旗下的子公司，直至母公司於2005年被維亞康姆旗下的派拉蒙收購後脫離夢工場集團成為一間獨立機構，其發行權在2006年至2012年由維亞康姆旗下的派拉蒙負責，2013年至2017年期间轉至二十世紀福斯發行）的電影發行權。
2016年4月28日，NBC環球以38億美元價格收購夢工場動畫，交易將於2016年年底前完成；由於夢工場動畫的現時發行權仍然由20世紀福斯負責，所以當夢工場動畫將於2016年底交易完成兼與福斯的發行權合約在2017年約滿後，會在翌年﹙2018年﹚交由環球發行，屆時夢工場動畫的發行權將會正式回歸UIP。

## 概觀

### 2007年重組
2007年起，UIP逐步減少了其國際業務規模。至少15個「重點國家」現在分別直接由环球影业（接管奧地利、比利時、德國、義大利、荷蘭、俄羅斯、南韓、西班牙與瑞士業務）與派拉蒙電影（接管澳洲、巴西、法國、愛爾蘭、墨西哥、紐西蘭與英國業務）管理。
環球接管UIP韓國分部後，希杰娛樂成為派拉蒙的新的發行商直至2015年3月。2015年3月，樂天娛樂正式取代希杰娛樂成為派拉蒙影片的發行商。
雖然當初規劃將保持不變，但UIP在2007年年底終止了日本業務；派拉蒙自行接管了日本的發行業務，日本環球影業（Universal Pictures Japan）則與東寶組成了東寶東和株式會社，進行電影發行業務，並另外由Geneon Entertainment（現為日本NBC環球娛樂）負責家庭娛樂發行。
2002年，芬蘭的UIP分部終止業務。其境內業務後由博偉國際負責處理，2006年期發行業務轉由全國院線營運商芬基諾處理。

### UIP組織現況
UIP根據地為英國倫敦。截至2010年，UIP繼續直接在19個國家發行電影：阿根廷、智利、哥倫比亞、丹麥、希臘、匈牙利、印度、以色列、馬來西亞、挪威、巴拿馬、秘魯、菲律賓（透過索尼影業國際）、波蘭、新加坡、南非、瑞典、臺灣、泰國與土耳其。此外，UIP也與其他43個國家的在地電影發行公司有發行協議。其中一例就是捷克的邦頓影業，其負責UIP在捷克與斯洛伐克兩國市場的電影發行。

#### UIP在香港
1970年代，CIC(即UIP的前身)早已在香港設立辦事處，負責發行環球、派拉蒙及美高梅-聯藝(於1973年加入，2000起退出UIP)的電影，直至1980年代正式改組為UIP。1989年，UIP的香港發行權正式給予泛亞影業有限公司（嘉禾旗下）直至2006年。而夢工場影片自1998起一直由希杰娛樂發行﹙註：安樂影片亦同時參與夢工場影片的發行權直至1998年末，1998年末起由希杰娛樂自行經營其發行權﹚，直至2004年10月開始與泛亞影片及UIP共同擁有其發行權直至2006年。2006年以後轉給洲立影片發行（香港）有限公司負責，發行夢工場﹙直至2013年﹚及派拉蒙所出品的電影，而其影碟發行權已由2024年轉交予MantaLab負責。另外，環球影業在香港的戲院發行權在2007年，轉給安樂影片負責直至2018年12月；由2018年10月起，環球發行﹙香港﹚分部正式成立，並於12月開始直接取代安樂影片自行發行，而影碟的發行權則繼續由洲立影視負責至2023年，轉交予MantaLab負責。

## 外部連結
- （英文） UIP官方網站 （页面存档备份，存于）
- （繁體中文） UIP官方網站 （页面存档备份，存于）

#invoke: Navbox
Template:NBC Universal